# Museu Barão de Mauá

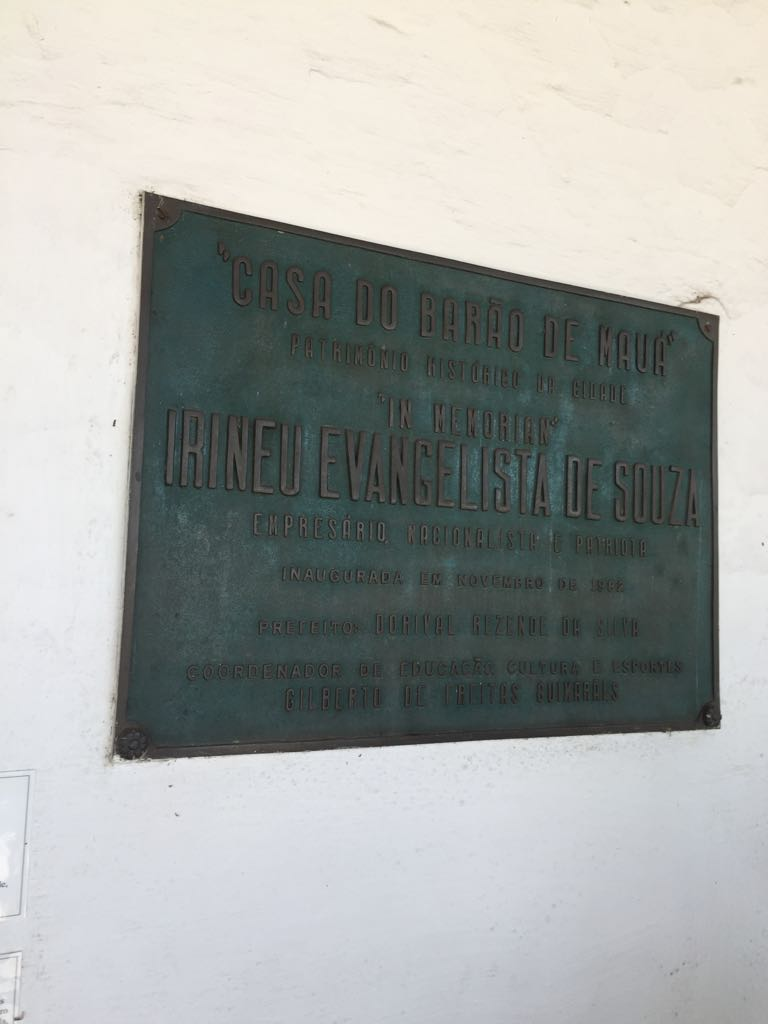
Placa presente no Museu Barão de Mauá.

O Museu Barão de Mauá foi inaugurado pelo prefeito Dorival Rezende da Silva , na cidade de Mauá (Avenida Doutor Getúlio Vargas, número 276, Vila Guarani), no estado de São Paulo. Conta em seu acervo com fotografias, objetos e documentos, relativos à história de Mauá (localizada no ABC Paulista), sendo hoje o principal centro de pesquisa histórica da cidade, responsável pela conservação e divulgação da memória de Mauá, São Paulo .
O museu está localizado em uma autêntica casa bandeirista do século XVIII e, a despeito de provavelmente jamais ter sido visitada pelo Barão de Mauá, atribui-se a essa fama o fato da casa ter se mantido preservada até os dias de hoje .
Atualmente, o Museu Barão de Mauá tem grande importância para Mauá. O local foi tombado como patrimônio histórico da cidade, pois o casarão é considerado pelo Condephaat (Conselho de Defesa do Patrimônio Histórico, Arqueológico, Artístico e Turístico do Estado de São Paulo), como “preciosidade remanescente do período Bandeirista." .
No local, realizam-se exposições periódicas sobre diversos temas, mas há ênfase na trajetória social e cultural do município de Mauá . O espaço é utilizado também para atividades culturais, lançamentos de livros e debates. O horário de funcionamento do museu é de segunda à sexta-feira, das 9h às 16h e aos sábados e domingos, das 10h às 16h, sendo que a entrada para a visitação é gratuita e é possível agendar visitas monitoradas no local .

## A Cidade de Mauá
Segundo a professora Janice Theodoro da Silva, em Evolução Urbana da Cidade de São Paulo 1872-1945, os estudos sobre a evolução urbana da cidade de São Paulo são bastante numerosos, mas nem sempre é fácil penetrar nesta selva de monografias, periódicos e cartografias. Junto a seis autores, Janice Theodoro da Silva narra o "crescimento de São Paulo na segunda metade do século XIX, principalmente, no século XX".
Antes mesmo de se tornar um município, Mauá ligava a Vila de São Paulo ao litoral. O contexto da construção da cidade Mauá perpassa pelo mesmo contexto da construção da Vila de Paranapiacaba (em Santo André) há aproximadamente 20 quilômetros de Mauá, ou seja, ao escoamento do café do interior da cidade de São Paulo ao Porto de Santos. Como havia um entrave geográfico, a Serra do Mar, os ingleses decidiram criar um posto de trabalho no ponto mais alto da Serra, antes da decida para a cidade de Santos, Paranapiacaba .
A região onde está a cidade de Mauá hoje, já foi a antiga Estação Férrea de Pilar, atingida pelo povoamento disperso da cidade de São Paulo, no começo do século XVIII. Esta região era chamada de Cassaquera , denominação indígena que significa "Cercados Velhos". Segundo Wanderley dos Santos, em Antecedentes Históricos do ABC Paulista 1550-1892, a parte alta da região era conhecida como "Caguassu", em razão de sua Mata Grande, atravessada por um caminho que foi o primitivo de ligação entre planalto e litoral .
Em 7 de Março de 1812, o capitão Bento Barbosa Ortiz ampliou suas terras e depois as transferiu ao seu pai, tenente Francisco Barbosa Ortiz, casado com Maria Joaquina da Conceição. Nessa época, na várzea do Rio Tamanduateí, foi construído o casarão, em taipa de pilão , e transformado em Museu e Casa de Cultura, com o nome Museu Barão de Mauá. Este antigo casarão foi demolido para a construção do Viaduto Juscelino Kubitschek, em 1976. No casarão, residiam capitão Domingos Manuel Barbosa, capitão José Ortiz da Rocha, Escolástica Joaquina Ortiz, Catarina Maria Ortiz e Ana Francisca Ortiz. Em 1817, a Fazenda do Tenente Francisco da Rocha Ortiz, provavelmente, já se chamava "Fazenda Bocaina" (atualmente, onde localiza-se a Vila Bocaina).
Havia moradores na região, mas o progresso local foi relevante a partir da construção, por parte da São Paulo Railway, da Ferrovia Santos-Jundiaí, inaugurada em 1867. Irineu Evangelista de Souza, Barão de Mauá, mais tarde Visconde de Mauá, foi um grande empreendedor no comando desse projeto ferroviário, chegou a ter grandes propriedades na região, adquirindo a Fazenda Bocaina do capitão João José Barboza Ortiz  (hoje, uma das principais avenidas da cidade de Mauá chama-se Avenida Capitão João).
O casarão onde está hoje o Museu Barão de Mauá pertenceu a diversas pessoas. Foi sede da grande fazenda Bocaina, cujo antigo proprietário era o Tenente Francisco Barbosa Ortiz. Depois, o local foi comprado pelo Barão de Mauá, Irineu Evangelista de Souza, em abril de 1862. Segundo Roberto de Ponte, em Museu conta a história do Barão de Mauá, a casa teria sido usada por ele até 1867, quando a obra ficou pronta. Ou em 1883, ano no qual a Estação de Pilar (que desde 1926 chamada de "Mauá") foi aberta e, com o tempo, houve falência das empresas do Barão, Irineu Evangelista de Souza, e, desse modo, a propriedade foi comprada por José Grande em 27 de outubro de 1982, mas se tornou museu apenas em em 27 de dezembro de 1983 .
Maria Queiroz Pedroso, governanta da casa na década de 1850, fez uma promessa com uma imagem de Nossa Senhora da Imaculada Conceição (que ficava no casarão na época) dizendo que iria transformá-la em padroeira da cidade, pois o dono do local, José Grande, queria se livrar da imagem da santa. Segundo Roberto de Ponte, em Museu conta a história do Barão de Mauá, o senhor era ateu convicto. Ela doou um terreno onde atualmente encontra-se a Igreja Matriz de Mauá, cumprindo, então, a promessa. Em 8 de dezembro, feriado municipal (que permanece até a atualidade), festeja-se o dia de Nossa Senhora da Imaculada Conceição, comemorando também o aniversário de Mauá, apesar de a cidade ter sido emancipada oficialmente em outra data, 3 de outubro de 1954 .

## Edifício
Segundo a legenda de uma fotografia encontrada nas paredes da entrada do Museu Barão de Mauá, "antes de se tornar Museu Barão de Mauá, em novembro de 1982, o casarão abrigou várias famílias em seus cômodos. Na ocasião, ocorreram algumas intervenções que descaracterizaram o projeto original, tais como: as venezianas nas janelas e os acréscimos laterais que serviam de cozinhas". A fotografia é datada como sendo da época de 1960/ 1970. Em outra fotografia, que retrata a parte de fora do casarão, é possível saber que a cede do museu não chegou a pertencer a quem dá nome a ele, Irineu Evangelista de Souza. Segundo a legenda de uma foto encontrada no interior do Museu Barão de Mauá, com cerca de 300 anos, o casarão (que hoje é Museu Barão de Mauá) foi preservado porque acreditava-se que pertencera ao Barão de Mauá. Fato este desmentido mais tarde pela documentação pesquisada no Arquivo de O Estado de São Paulo. 

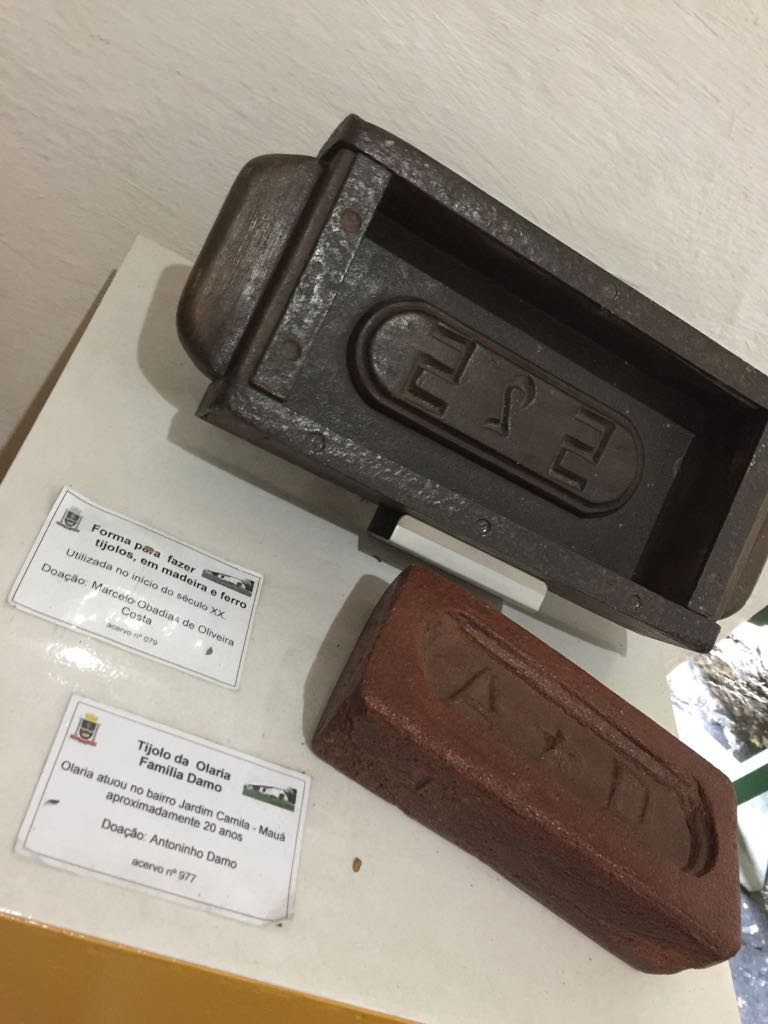
Tijolo e forma de tijolo, localizados no interior do Museu Barão de Mauá.

Na entrada do Museu Barão de Mauá, há um busto de Irineu Evangelista de Souza (confeccionado pelo artista Galvez), o Barão de Mauá, com os dizeres: "Prefeitura Municipal de Mauá e o Povo. Homenagem ao ilustre brasileiro Irineu Evangelista de Souza . Data de nascimento: 28/12/1813. Data de falecimento: 28/10/1869. Mauá, 8/12/1977". Ao lado do busto, uma placa com os dizeres: " 'Casa do Barão de Mauá'. Patrimônio Histórico da Cidade. 'In Memoriam' Irineu Evangelista de Souza. Empresário, nacionalista e patriota. Inaugurada em novembro de 1982. Prefeito: Dorival Rezende da Silva. Coordenador de Educação, Cultura e Esportes: Gilberto de Freitas Guimarães". 
O Museu Barão de Mauá foi construido em taipa de pilão. A técnica de construção em taipa de pilão é antiga e realizava-se com o preparo de barro juntamente com elementos diversos, tais quais como pedras, pedaços de madeira, cipós, crina de cavalo e sangue de boi. O barro misturado com esses elementos era despejado entre dois pranchões de madeira e socado, sendo que era seco ao sol. Ao serem retirados os panchões, havia se formado uma parede . Assim, arquitetonicamente, o Museu Barão de Mauá é considerado um exemplo de casa Bandeirista ou Colonial Paulista (ou seja, que se refere ao período da conquista do interior paulista por bandeirantes, entre os séculos XVI e XVIII). 

## Coleção
Há mais de dez mil peças no acervo do Museu Barão de Mauá, sendo que nem todas que estão expostas (todas, expostas ou não expostas, são doações de munícipes, de empresas locais ou com parcerias culturais com a cidade de Mauá). Dentro do museu, há 1500 peças e, entre elas, objetos antigos de uso doméstico como cadeiras, ferros de passar, fogões, debulhador de milho, maçarico, jarros, telefones fixos, telefone celular, rádios, máquinas de escrever, calculadoras manuais, relógios, lampiões, lamparinas, furadeiras, brocas de aço, parafusos. Há também objetos de segmentos específicos como esterilizadores, câmeras fotográficas, projetor de filmes 5 milímetros, grilhão, moedores de ferro e formas para fazer tijolos em madeira e ferro, já que a cidade era repleta de olarias. Um dos tijolos expostos acompanha uma legenda, na qual diz-se: "Tijolo da olaria da família Damo. Olaria atuou no bairro Jardim Camila - Mauá, por aproximadamente 20 anos. Doação: Antoninho Damo. Acervo: número 977." Já na forma para tijolos há a legenda: "Forma para fazer tijolos em madeira e ferro. Utilizada no início do século XX. Doação: Marcelo Obadias de Oliveira Costa. Acervo número 079". 
Entre os objetos, uma parte grande é composta por porcelanas do período áureo da produção em Mauá nas décadas de 40 a 70 . Em uma fotografia de homens e mulheres trabalhando em uma fábrica de porcelanas, encontrada no interior do museu, segue-se a legenda: "Diretoria da Porcelana Real e funcionários apresentam o setor da pintura aos visitantes em 12/11/1955. Acervo: Museu Barão de Mauá. Doação: Lívia Maria". Há também diversas louças expostas no museu. Embaixo de dois pratos, três xícaras, uma jarra e um pires há a legenda: "Em 1948, a família Schmidt adquire o controle da Porcelana Real, permanecendo a mesma direção. Em 1972, transfere seu nome para Porcelana Schmidt S/A. Encerrou sua produção na cidade em 2013, mantendo no local apenas a loja da fábrica." . A família Schmidt chegou à cidade de Mauá por meio do senhor Fritz Erwin Schmidt, enviado por um tio à Alemanha em 1929, com apenas 16 anos, que retornou ao Brasil em 1933, já ceramista, e fundou a "Porcelana Mauá". 
No Museu Barão de Mauá existem também coleções de moedas e cédulas, selos postais, discos 78 RPM, fotografias, objetos indígenas e outras obras de arte.Nas paredes do museu, algumas fotografias enquadradas, pertencentes tanto à coleções particulares quanto ao acervo do museu, mostram a paisagem da cidade em diferentes épocas. Uma delas, por exemplo, contextualiza a construção do Museu Barão de Mauá. Na legenda da fotografia, há os dizeres: " 'Vista aproximada da casa Bandeirista, sede das fazendas Caaguçu e Capuava. O Barão de Mauá adquire as fazendas de Capitão João José Barboza Ortiz e suas irmãs Escolástica Joaquina e Catharina Maria em 05/06/1861 por $22.500 Réis. A casa foi demolida em 1974, para a construção do viaduto Juscelino Kubitschek . Até então desconhecia-se a importância histórica desta casa, construída em taipa de pilão, que possuía as mesmas características arquitetônicas desta casa, que abriga o Museu Barão de Mauá' - Coleção: Ulisses Novi - (Foto Lico)".
Há também uma biblioteca, onde existem livros sobre arte e história, inclusive sobre Irineu Evangelista de Souza e sobre a estrada de ferro. Ao todo há cerca de 1500 volumes. Em uma sala, junto à biblioteca, há a um pequeno oratório. Conta com algumas placas descritivas. Na primeira há os dizeres: "Oratório em madeira. Neste compartimento embutido na parede, eram dispostas imagens sacras para devoção e oração". Na segunda: "Inscrição no oratório. Monograma característico da Companhia de Jesus, que em latim significa 'Jesus, Maria José'". Na terceira: "Imagem de Nossa Senhora da Imaculada Conceição. Para louvar à Nossa Senhora da Conceição, construiu-se uma capela no bairro da Matriz a qual deu origem à Igreja Matriz Nossa Senhora da Imaculada Conceição, padroeira de Mauá. A imagem original da santa encontra-se atualmente sob a guarda dos responsáveis pela Igreja Matriz, que no século XIX ficava nesse oratório e pertencia ao então proprietário dessa casa. Imagem da santa entalhada em madeira policromada. Doação: Neusa Aparecida Antico Barbosa - 2014". Sobre o oratório, há uma imagem de Jesus Cristo com uma pequena placa, na qual está escrito o nome de quem o esculpiu: "Raquel de Moura Viener. Sagrado Coração de Jesus - 2013". 

## Exposições Temporárias
O Museu Barão de Mauá conta com exposições temporárias, a exemplo da mostra "Mestres da Escultura Brasileira" (de 15/07/2017 a 09/09/2017). A Prefeitura de Mauá, por meio da Secretaria de Cultura e Juventude (responsável pelas atividades culturais do município de Mauá) apresentou essa exposição com obras de artistas nascidos no Brasil ou naturalizados brasileiros. Alguns artistas, ao todo 12, cujas obras estão presentes na mostra são Bruno Giorgi, Sônia Ebling, Vasco Prado, entre outros. Em 2017, houve também uma exposição temporária sobre o "Dia do Índio", na qual foram expostos objetos de uso de diversas tribos para observação e interação com o visitante . Outro exemplo de exposição temporária, que também contou com artistas brasileiros (mas, dessa vez, da região do ABC paulista) foi a 1° Mostra Coletiva de Artes Plásticas, realizada de setembro a novembro 2016.

## Irineu Evangelista de Souza
Considerado um pioneiro industrial e tido como o primeiro empresário nacional , Irineu Evangelista de Souza nasceu em 1813. Ao longo de sua vida, foi industrial, banqueiro, político e diplomata. Gaúcho, mudou-se para o Rio de Janeiro onde começou a trabalhar. Aos 23 anos, já era gerente. Como Irineu Evangelista de Souza a teve uma formação profissional e intelectual diferente, ou seja, educou-se como um típico inglês, defendendo com valores como indústria e trabalho assalariado (valores estes diferentes dos de sua época). O Conde de Saint-Simon, filósofo e economista francês, um dos fundadores do socialismo moderno e teórico do socialismo utópico , foi um dos autores com o qual o Barão de Mauá tinha afinidade, por exemplo. Assim, Irineu não parecia nada com a elite da qual pertencia, na qual haviam valores voltados à dirigente agrária, escravocrata e de formação humanista .
Irineu era um homem da elite brasileira, com muitas posses . Com o declínio do ouro no Brasil, começou a surgir a necessidade de plantar café (ciclo em ascensão no Brasil no XVIII)  e, no Vale do Paraíba, aconteceu o desmatamento de grande parcela da vegetação nativa  e, segundo o portal O Globo, as terras que formam o parque foram preservadas por Irineu Evangelista de Souza, na época proprietário do local, e, até então, ainda "Visconde Mauá", conhecido como grande empreendedor da economia brasileira a partir do começo do século XIX. 
Com uma visão vanguardista, construiu várias estradas que ligavam estados no Brasil. Entre os feitos de Irineu Evangelista de Souza está o financiamento da primeira ferrovia brasileira, que ligava o porto de Mauá, na Baía de Guanabara (Rio de Janeiro), à serra de Petrópolis. A primeira linha férrea do Brasil foi inaugurada em 30 de abril de 1854 .
Após a construção da primeira ferrovia do país, Irineu Evangelista de Souza recebeu o título de Barão de Mauá pelo imperador Dom Pedro II, em 1854 . Vinte anos depois, tornou-se "Visconde de Mauá" . No final da vida, Mauá estava cercado pelos netos de seus 18 filhos e há 48 anos casado com a sobrinha Maria Joaquina, filha de sua irmã Guilhermina . Faleceu em 1889 .

## Galeria

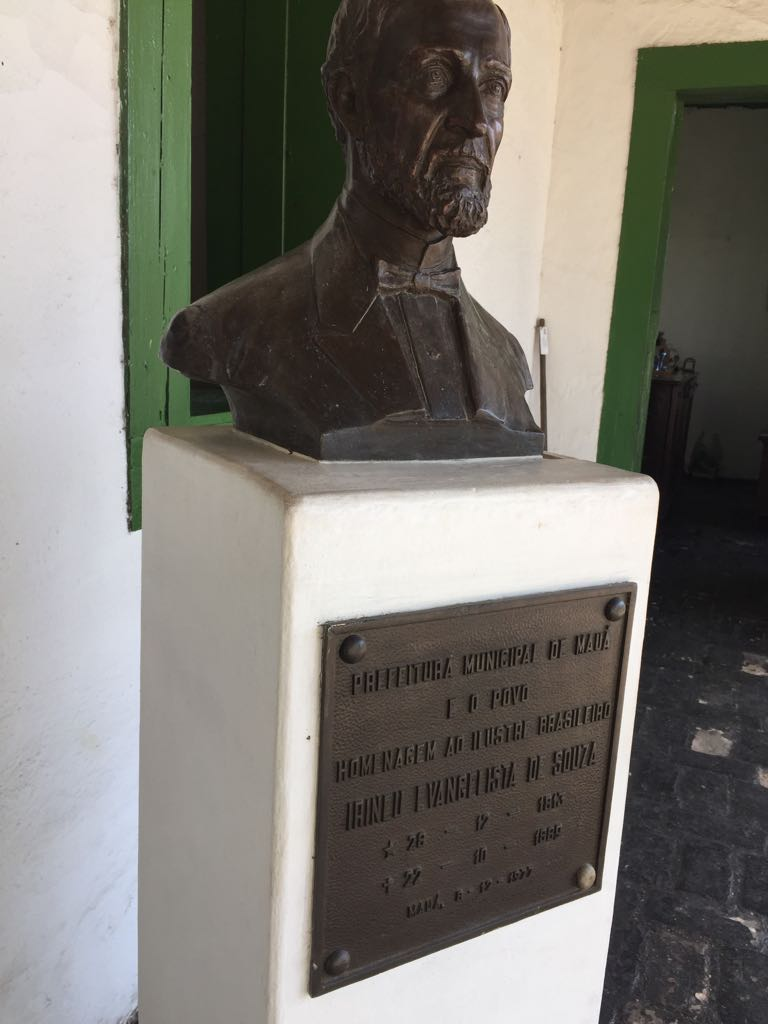
Busto de Irineu Evangelista de Souza, o Barão de Mauá
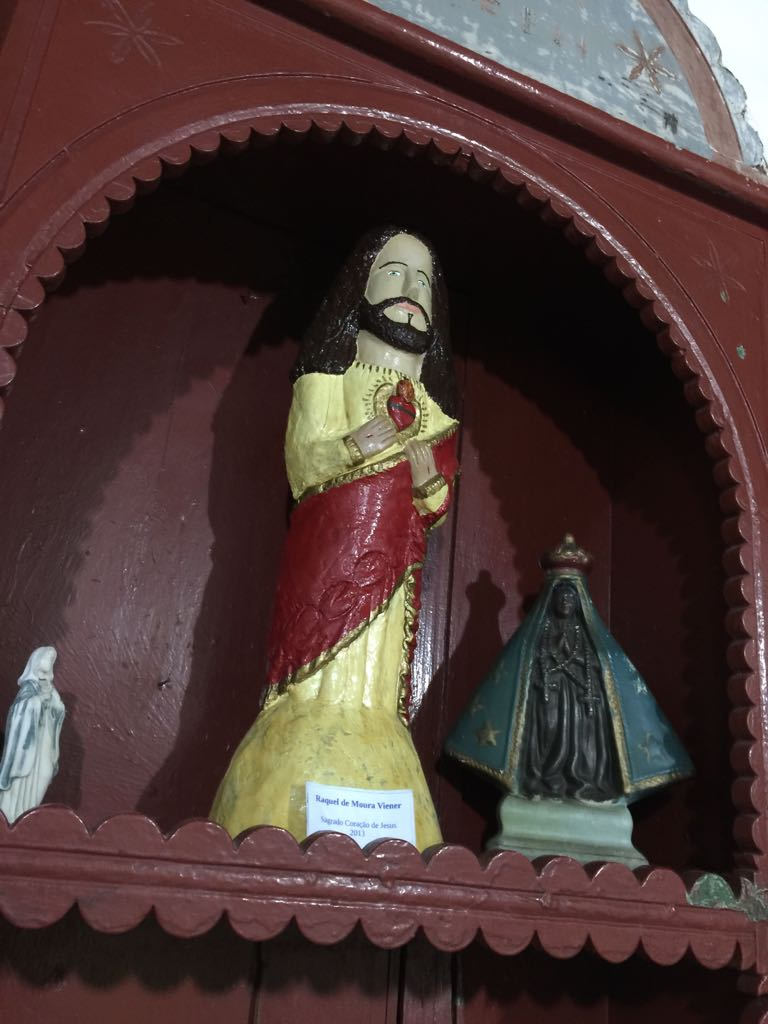
Parte do oratório localizado na parte interna do Museu Barão de Mauá
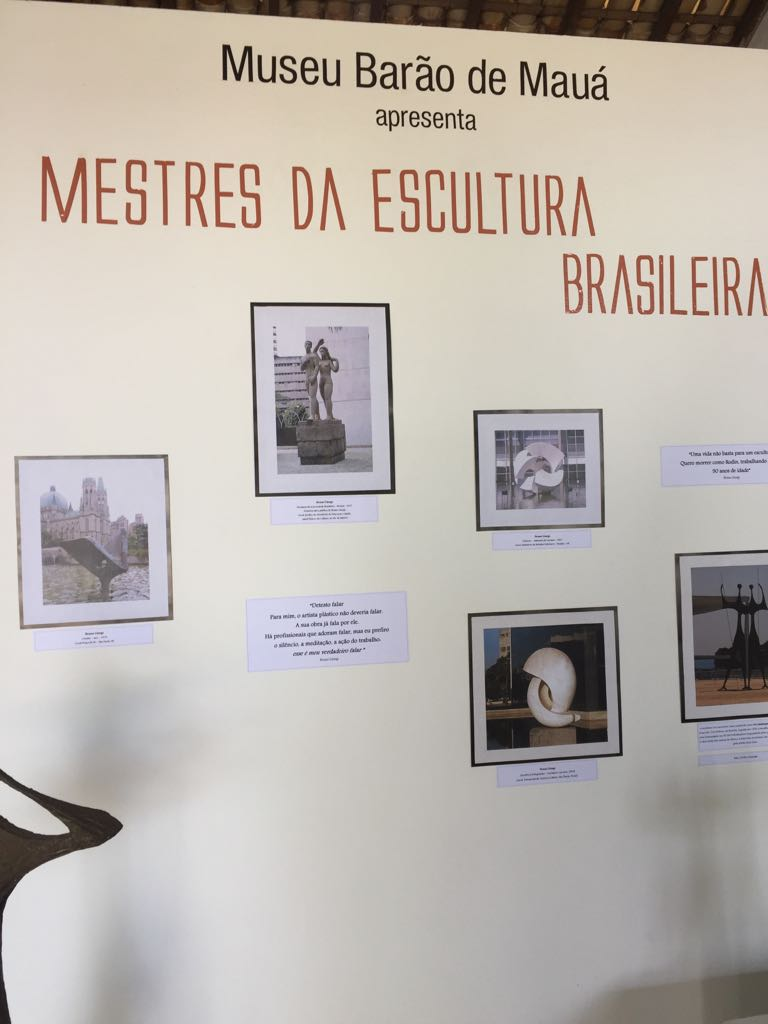
Parte de uma exposição temporária, "Mestres da Escultura Brasileira"